# Barracón

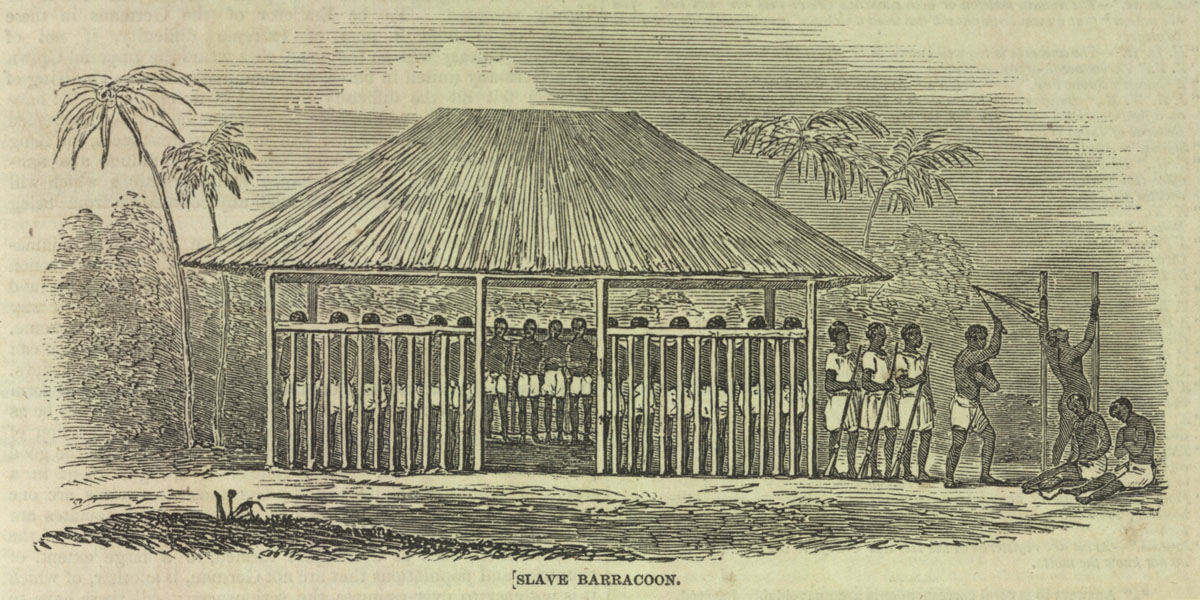
Barracón de esclavos en Sierra Leona, 1849

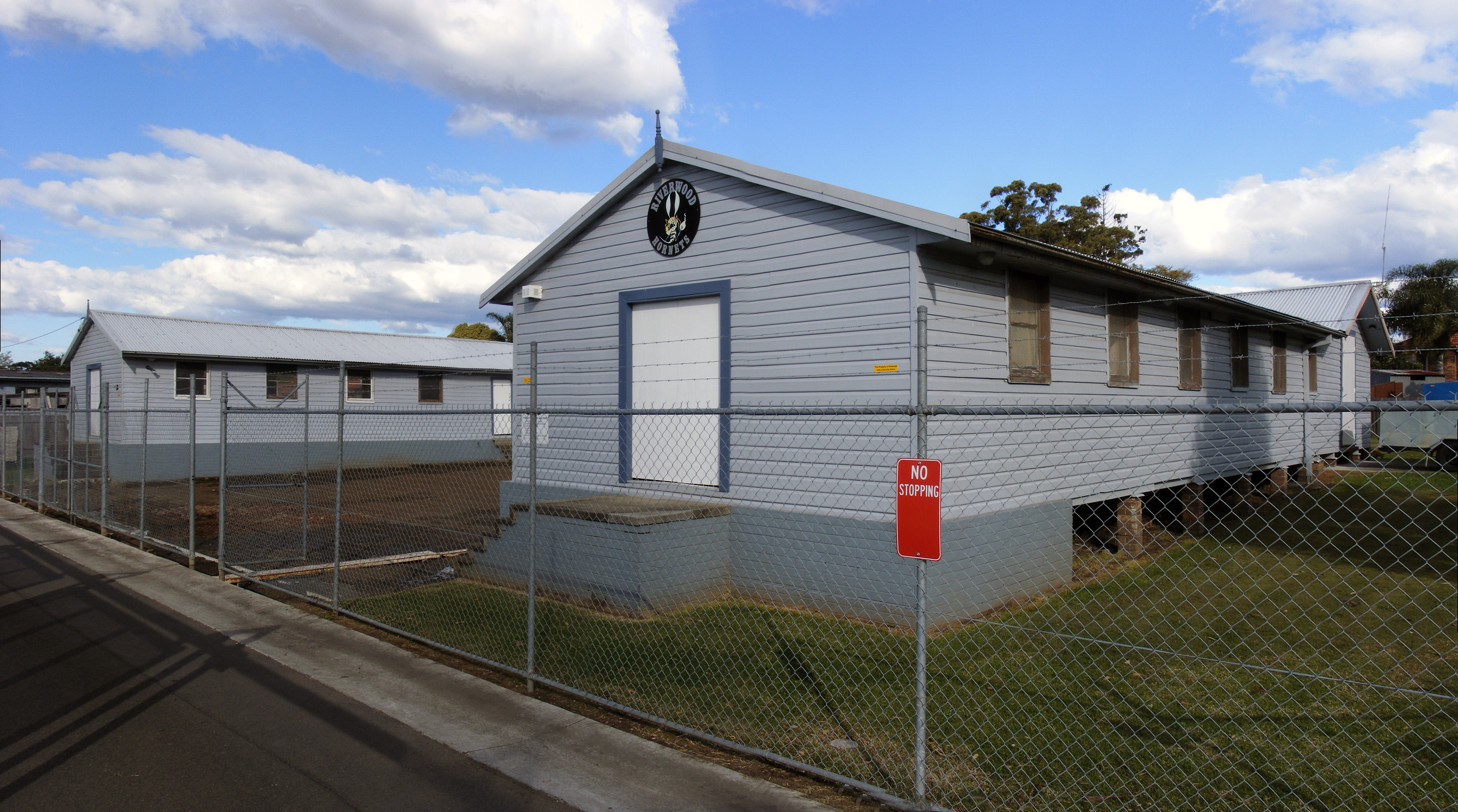
Barracón que albergaba el 118.º hospital del ejército de EE. UU. durante la Segunda Guerra Mundial

Se llama barracón a un edificio grande construido con tablas, fajinas u otros materiales ligeros. 
Se usa generalmente, en los cuarteles para albergar tropas o para desempeñar funciones de almacén, hospital, cuadra de caballos, etc.
Asimismo, un barracón es un tipo de cuartel utilizado históricamente para el internamiento de esclavos o criminales. En el comercio de esclavos del Atlántico, los individuos capturados fueron transportados temporalmente y retenidos en barracones a lo largo de la costa de África occidental, donde esperaban ser transportados a través del Océano Atlántico. Un barracón simplificó el trabajo del comerciante de esclavos de mantener a los posibles esclavos con vida y en cautiverio, con los cuarteles siendo vigilados de cerca y los cautivos siendo alimentados y permitidos el ejercicio.
Los barracones variaban en tamaño y diseño, desde pequeños recintos adyacentes a las empresas de los comerciantes europeos hasta edificios protegidos más grandes. La cantidad de tiempo que los esclavos pasaban dentro de un barracón dependía principalmente de dos factores: su salud y la disponibilidad de barcos de esclavos. Muchos esclavos cautivos murieron en barracones, algunos como consecuencia de las dificultades que experimentaron en sus viajes y otros como resultado de su exposición a enfermedades letales europeas (a las que tenían poca inmunidad).